# Quando si ama
Quando si ama (Loving) è stata una soap opera statunitense creata da Agnes Nixon e Douglas Marland. È andata in onda sulla ABC dal 27 giugno 1983 al 10 novembre 1995. In Italia è stata trasmessa da Rai 2 dal 15 settembre 1986 al 10 marzo 1999.

## Trama
La soap narrava le storie di quattro famiglie benestanti (gli Alden, i Forbes, i Donovan e i Rescott) ed era ambientata nella immaginaria cittadina universitaria di Corinto, in Pennsylvania.
Mentre in patria la soap non conobbe mai picchi di audience e rimase sempre agli ultimi posti della classifica di ascolto del daytime, in Italia il successo fu strepitoso e gli ascolti arrivarono a toccare i 5 milioni di spettatori, cosa che nessun'altra soap era riuscita a fare fino a quel momento. Per questo motivo, gli sceneggiatori decisero di ambientare in Italia alcune storie che coinvolgevano Trisha Alden, uno dei personaggi più amati della soap.
Tra gli attori del cast ci furono anche due vecchie glorie di Hollywood ossia Celeste Holm (una delle interpreti di Isabelle Alden) e Jane Powell (che prestava il suo volto a Rebecca Beecham); a Quando si ama apparve inoltre un ancora sconosciuto Luke Perry (divenuto in seguito celebre come protagonista del teen-drama Beverly Hills 90210).

### DaLovingaThe City
Il 10 novembre 1995 visti i bassi ascolti, la ABC decise di chiudere dopo 12 anni Loving offrendo però agli sceneggiatori la possibilità di realizzare una nuova soap opera che avesse una continuità con il serial appena cancellato; i produttori e gli sceneggiatori accettarono e dunque decisero di mettere in scena un misterioso serial-killer che seminava il panico a Corinto, uccidendo quasi tutti i personaggi principali (tra cui Curtis e Isabelle Alden, Jeremy Hunter e Stacey Forbes, unico personaggio presente sin dal primo episodio della soap opera); l'assassino era Gwyneth Alden, altro personaggio storico di Quando si ama che in seguito, scoperta e pentitasi di quello che aveva fatto, si suiciderà.
I pochi sopravvissuti alla strage, tra cui Sydney Chase (interpretata da Morgan Fairchild)  decidono di lasciarsi alle spalle questa orribile esperienza abbandonando Corinto e trasferendosi a New York, nel quartiere di SoHo, dove iniziano una nuova vita venendo a contatto con nuovi personaggi: fu così che nacque la nuova soap opera della ABC intitolata The City (inedita in Italia): questo nuovo serial però non registrò ascolti soddisfacenti tanto che nel marzo 1997, ad appena un anno e mezzo dal suo inizio, venne soppresso dal network e sostituito da Port Charles, spin-off della storica soap opera General Hospital.

## La programmazione italiana
La soap andò in onda su Rai 2 a partire dal settembre 1986 in orario pomeridiano al posto di Capitol (che fu trasferito in fascia serale). Nel 1990, ci fu una brusca interruzione della programmazione a causa di uno sciopero dei doppiatori che si protrasse per alcuni mesi oltre che per la partenza dei mondiali di calcio, e il 4 giugno 1990 la rete iniziò le trasmissioni di una nuova soap opera, Beautiful, procrastinando le nuove puntate di Quando si ama alla stagione successiva.

## Il doppiaggio italiano
Il doppiaggio, effettuato a Roma, venne diretto da Maresa Gallo e Marcello Duranti.

## Curiosità
- Gli attori Ron Nummi e Susan Keith furono ospiti di una puntata del programma televisivo italiano Scommettiamo che...?.